# Tunnel (Film)
Tunnel (koreanischer Originaltitel: 터널; RR: Teoneol) ist ein Katastrophenfilm des südkoreanischen Regisseurs Kim Seong-hun aus dem Jahr 2016. Es handelt sich um die Verfilmung des 2013 erschienenen gleichnamigen Romans von So Jae-won. Der Film kam am 10. August 2016 in die südkoreanischen Kinos und erreichte mehr als 7 Millionen Zuschauer. Im deutschsprachigen Raum erschien der Film am 16. April 2021 als DVD sowie auf Blu-ray und ist ebenfalls per Video-on-Demand abrufbar.

## Handlung
Lee Jeong-su ist gerade auf dem Weg nach Hause zu seiner Frau und Tochter, die Geburtstag hat. Als er durch einen Tunnel fährt, stürzt dieser plötzlich ein. Jeong-su ist nicht verletzt, ist jedoch zunächst in seinem Auto verschüttet und eingesperrt. Mit seinem Smartphone hat er auf der Rückbank des Autos schwachen Empfang und erreicht den Notruf. Als das Rettungsteam eintrifft, sind diese zunächst erschüttert vom Ausmaß des Einsturzes, da fast der gesamte Tunnel eingestürzt ist. Die Rettungsaktion wird geleitet von Kim Dae-gyeong. Er nimmt mit Jeong-su Kontakt auf und sagt ihm, dass er sich die zwei Wasserflaschen in seinem Auto und den Kuchen einteilen soll, da die Bergungsmaßnahmen eine Woche dauern würden. Jeong-su erreicht auch seine Frau und Tochter. Erstere ist fortan bei den Bergungsarbeiten anwesend und macht Essen für das Team.
Im verschütteten Tunnel taucht plötzlich ein Hund auf. Jeong-su befreit sich aus dem Auto und findet einen schmalen Weg zu einer zweiten Person, die im Auto gefangen ist. Ihr Name ist Mi-na und ein Steinbalken fesselt sie an den Sitz. Auch Jeong-su kann sie nicht befreien, doch gibt er ihr Wasser und lässt sie mit seinem Handy ihre Mutter anrufen. Ein paar Tage später klagt sie über stärkere Schmerzen und, dass sie keine Luft mehr bekomme. Als Jeong-su Wasser für sie holt und zurückkommt, ist sie nicht mehr bei Bewusstsein. Jeong-su nimmt alle seine Kraft, um den Balken zu bewegen und bemerkt erst dann, dass sie schwer verletzt war und Eisenstangen ihren Bauch durchbohrten. Sie ist verstorben. Jeong-su legt seine Jacke über sie.
Die Bergungsarbeiten beanspruchen derweil immer mehr Zeit. Doch nach 17 Tagen kommen sie endlich durch. Doch Jeong-su ist nicht dort. Sie sprechen mit Jeong-su, der auf seine Rettung wartet. Sie haben an der falschen Stelle gebohrt, da die Blaupausen des Tunnels falsch sind, wie sie mit Hilfe eines Videos schließlich feststellten. Dae-gyeong informiert Jeong-su, dass sie erneut starten müssen und er durchhalten soll. Nach kurzer Zeit kommt es zu einem Todesfall im Bergungsteam. Die Mutter des Verstorbenen macht Jeong-sus Ehefrau Vorwürfe, da so viele Menschen an Jeong-sus Rettung arbeiten, für den es jedoch zu spät sei, da er bereits so lange verschüttet ist. Zur gleichen Zeit geht auch die Batterie von Jeong-sus Smartphone zur Neige, sodass er nur noch über das Autoradio über die Situation informiert wird. Außerdem wird aktuell ein zweiter Tunnel gebaut; die Arbeiten wurden jedoch aufgrund der Rettungsmaßnahmen nicht fortgeführt. Da jedoch so wenig Hoffnung besteht, entschließen sich die Beteiligten, die Bergung einzustellen und stattdessen die Arbeit am zweiten Tunnel zu erlauben. Für letztere ist der Einsatz von Sprengstoff notwendig, die Jeong-su gefährden könnte. Dae-gyeong unternimmt noch einen letzten Versuch, ein Lebenszeichen von Jeong-su zu erhalten. Dies gelingt ihm auch und die Sprengung wird gestoppt. Die erste Sprengung verletzte Jeong-su jedoch. Nach 35 Tagen kann Jeong-su aus dem Tunnel befreit werden. Der Film endet mit einem regenerierten Jeong-su, geeint mit seiner Familie, wie sie einen Tunnel durchfahren.

## Besetzung und Synchronisation
Die deutschsprachige Synchronisation entstand nach dem Dialogbuch von Kristina Papst sowie unter der Dialogregie von Wolf Wolff durch die Synchronfirma Legendary Units in Berlin.
| Rolle                  | Schauspieler    | Synchronsprecher      |
| ---------------------- | --------------- | --------------------- |
| Lee Jeong-su           | Ha Jung-woo     | Ulrich Blöcher        |
| Se-hyeon               | Bae Doona       | Lisa Müller           |
| Kim Dae-kyeong         | Oh Dal-su       | René Hofschneider     |
| Mi-na                  | Nam Ji-hyun     | Johanna Riemann       |
| Reporter Jo Yang-cheol | Yoo Seung-mok   | Jan Krawczyk          |
| Jang Eun-jun           | Lee Cheol-min   | Nico Selbach          |
| Ministerin             | Kim Hae-sook    | Janina Sachau         |
| Regierungsberater      | Park Hyuk-kwon  | Benjamin Plath        |
| Mutter von Se-hyeon    | Sung Byung-sook | Janina Isabell Batoly |
| Tankwart               | Hwang Byeng-gug | Thomas Fedrowitz      |
| Radiomoderator         | Lee Dong-jin    | Ilja Schierbaum       |

## Kritik
Jay Weissberg von der Variety bezeichnete Tunnel als unterhaltsamen Desasterfilm. Die Stärke des Films sei, dass der Fokus auf den Figuren liege, und er habe auch genügend markante Elemente. Er lobte weiterhin die Hauptdarsteller und den Filmstab. Frank Scheck vom Hollywood Reporter zieht das Fazit: „Dieser originelle koreanische Versuch am Desasterfilm-Genre stellt die meisten Anstrengungen Hollywoods in den Schatten.“